# Charanyca paradoxa
Charanyca paradoxa är en fjärilsart som beskrevs av Barend J. Lempke 1966. Charanyca paradoxa ingår i släktet Charanyca och familjen nattflyn. Inga underarter finns listade i Catalogue of Life.